# Mellersta Dammsjön
Mellersta Dammsjön är en sjö i Nora kommun i Västmanland och ingår i Norrströms huvudavrinningsområde.